# Рудницкий, Виктор Адамович
Ви́ктор Ада́мович Рудни́цкий (1910—2002) — советский конструктор, Герой Социалистического Труда (1957).

## Биография
Виктор Адамович Рудницкий родился 29 апреля 1910 года в Варшаве. Поляк. Окончил среднюю школу, а в 1938 году — Московское высшее техническое училище имени Н. Э. Баумана, после чего был направлен на работу на Московский завод кассовых аппаратов. В 1941 году перешёл на работу на завод «Компрессор». В годы Великой Отечественной войны активно участвовал в выпуске реактивных миномётов «Катюша», являлся автором проекта новой боевой установки, позволявшей устанавливать её на любую платформу, будь то автомобильная, гусеничная или водная техника.
С 1947 года работал в Государственном специальном конструкторском бюро «Спецмаш» (впоследствии — Конструкторское бюро общего машиностроения имени В. П. Бармина) в качестве заместителя, первого заместителя генерального конструктора Владимира Павловича Бармина. Активно участвовал в проектировании и строительстве стартовых комплексов для запуска межконтинентальных баллистических ракет и ракет дальнего действия, ракет-носителей, которые вывели на орбиту Земли первый искусственный спутник и несли на своём борту практически всех космонавтов тех лет.
Закрытым Указом Президиума Верховного Совета СССР от 21 декабря 1957 года за «выдающиеся достижения в запуске первого искусственного спутника Земли» Виктор Адамович Рудницкий был удостоен высокого звания Героя Социалистического Труда с вручением ордена Ленина и медали «Серп и Молот».
В 1976 году Рудницкий вышел на пенсию. Проживал в Москве. Умер в октябре 2002 года. Прах захоронен в колумбарии на Николо-Архангельском кладбище.
Был награждён четырьмя орденами Ленина, орденами Трудового Красного Знамени, Красной Звезды и «Знак Почёта», рядом медалей.